# Ван Мэн (кёрлингистка)
Ван Мэн (кит. трад. 王蒙, пиньинь Wáng Méng; род. 2 октября 1988) — китайская кёрлингистка на колясках.
Первая в составе сборной Китая на зимних Паралимпийских играх 2018, чемпионка зимних Паралимпийских игр 2018, серебряный призёр чемпионата мира среди смешанных пар на колясках.

## Достижения
- Зимние Паралимпийские игры: золото (2018).
- Чемпионат мира по кёрлингу на колясках среди смешанных пар: серебро (2024).

## Команды
| Сезон                                                                      | Четвёртый  | Третий        | Второй | Первый  | Запасной                        | Турниры               |
| -------------------------------------------------------------------------- | ---------- | ------------- | ------ | ------- | ------------------------------- | --------------------- |
| 2017—18                                                                    | Ван Хайтао | Чэнь Цзяньсин | Лю Вэй | Ван Мэн | Чжан Цян тренер: Юэ Циншуан     | ЗПИ 2018              |
| 2019—20                                                                    | Ван Хайтао | Чэнь Цзяньсин | Лю Вэй | Ван Мэн | Чжан Минлян тренер: Ли Цзяньжуй | ЧМК 2020 (4 место)    |
| Кёрлинг на колясках среди смешанных пар (wheelchair mixed doubles curling) |            |               |        |         |                                 |                       |
| 2022—23                                                                    | Ван Мэн    | Чэнь Цзяньсин |        |         | тренер: Ru Xia                  | ЧМКСП 2023 (4 место)  |
| 2023—24                                                                    | Ван Мэн    | Ян Цзиньцяо   |        |         | тренер: Ru Xia                  | ЧМКСП 2024            |
| 2024—25                                                                    | Ван Мэн    | Ян Цзиньцяо   |        |         | тренер: Ru Xia                  | ЧМКСП 2025 (10 место) |

(скипы выделены полужирным шрифтом)